# Parov Stelar
Marcus Füreder (* 27. listopadu 1974 Linec), známější pod svým uměleckým jménem Parov Stelar, je rakouský hudebník, producent a DJ. Je jednou z nejvýznamnějších postav electro swingu a zakladatelem skupiny Parov Stelar Band.

## Dílo
Jako nevýznamný DJ začal hrát v polovině devadesátých let na diskotékách. Jeho původní umělecké jméno bylo DJ plasma, pod kterým postupně začal spolupracovat s vydavatelstvím Buschido Recordings.
Zvrat nastal v roce 2004, kdy začal hrát pod jménem Parov Stelar a založil vlastní nahrávací společnost Etage Noir Recordings. Již svými prvotními počiny KissKiss EP a deskou Rough Cuts pod novým jménem, na sebe ihned upozornil a pronikl do světové scény elektronické hudby. Spojením elektronické hudby s živými nástroji a specifickou atmosférou, vycházející ze 30. let 20. století, se mu podařilo stvořit jedinečnou a nezaměnitelnou hudbu. Díky tomu je pokládán za jednoho ze zakladatelů hudebního žánru electro swing.
Produkce v tomto novém žánru přinesla umělci značný pozitivní ohlas posluchačů a celosvětový úspěch. V současné době se jedná o pravděpodobně nejžádanějšího umělce svého druhu. Koncertuje se svou hudební skupinou Parov Stelar Band a jeho hudba je pro svou jedinečnost často vybírána jako doprovod pro televizní reklamy, či televizní pořady.

## Diskografie

### Alba
- 2001: Shadow Kingdom LP (2×12" Vinyl & CD, Bushido Recordings, as Plasma)
- 2004: Rough Cuts (CD, Etage Noir Recordings)
- 2005: Seven and Storm (CD, Etage Noir Recordings)
- 2007: Shine (CD, Etage Noir Recordings)
- 2008: Daylight (CD, Rambling Records)
- 2009: That Swing - Best Of (CD, Etage Noir Recordings)
- 2009: Coco (CD, Etage Noir Recordings)
- 2010: The Paris Swing Box (Etage Noir Recordings)
- 2012: The Princess (CD, Etage Noir Recordings)
- 2013: The Invisible Girl - Parov Stelar Trio (CD, Etage Noir Recordings)
- 2014: Clap Your Hands (CD, Etage Noir Recordings)
- 2015: The Demon Diaries (CD, Etage Noir Recordings)
- 2017: The Burning Spider (CD, Etage Noir Recordings)
- 2020: Voodoo Sonic (CD, Etage Noir Recordings)

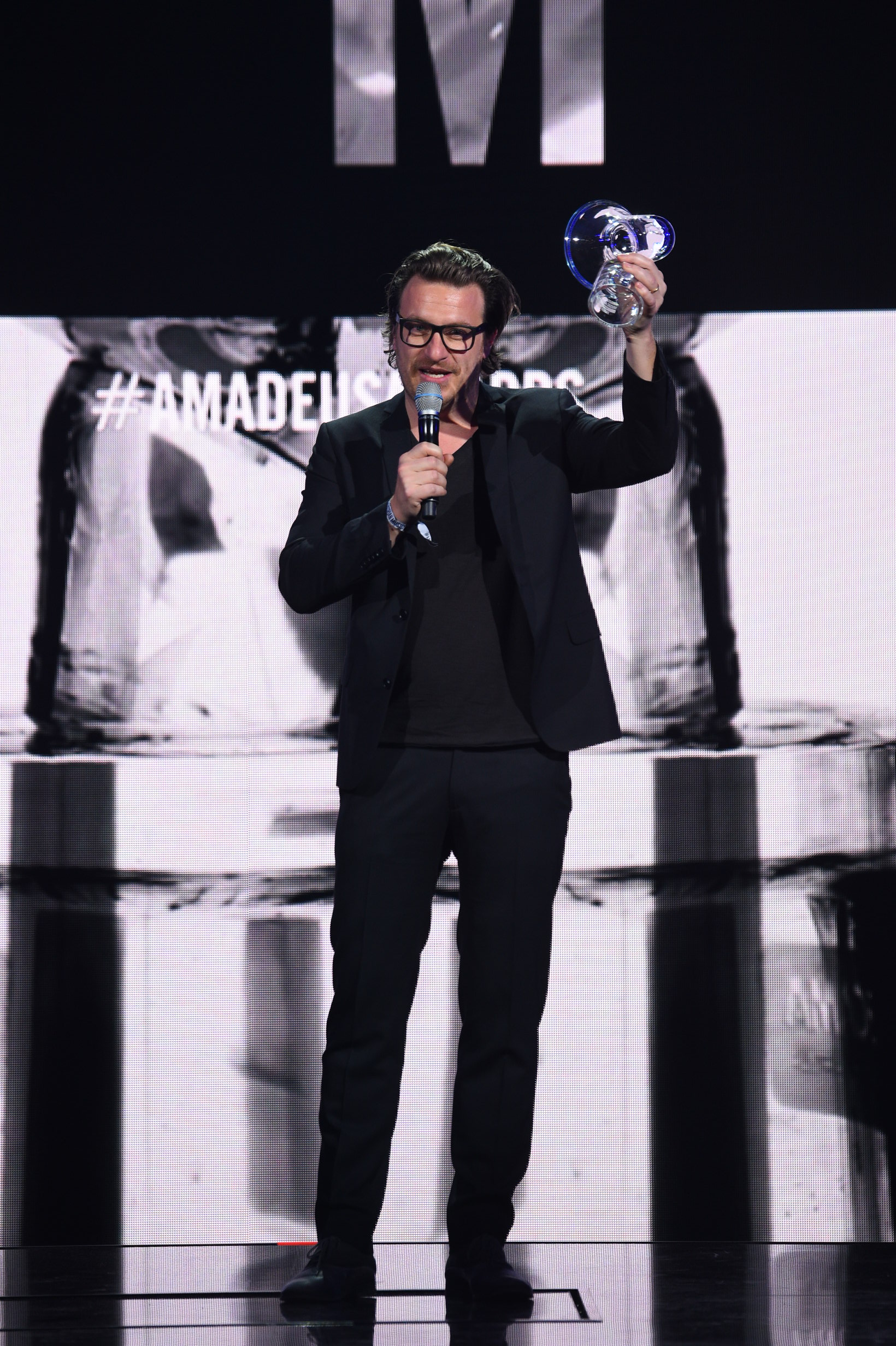
Parov Stelar na předávání Amadeus Austrian Music Awards (2015)

### EP
- 2001: Shadow Kingdom EP (12" Vinyl, Bushido Recordings, as Plasma)
- 2002: Lo Tech Trash (12" Vinyl, Bushido Recordings, as Marcus Füreder)
- 2004: KissKiss (12" Vinyl, Etage Noir Recordings)
- 2004: Move On! (12" Vinyl, Etage Noir Recordings)
- 2004: Wanna get (12" Vinyl, Etage Noir Recordings)
- 2004: Primavera (12" Vinyl, Auris Recordings)
- 2005: Music I Believe In (12" Vinyl, ~Temp Records, as Marcus Füreder)
- 2005: A Night In Torino (12" Vinyl, Etage Noir Recordings)
- 2005: Spygame (12" Vinyl, Etage Noir Recordings)
- 2006: Parov Stelar EP (12" Vinyl, Big Sur)
- 2006: Charleston Butterfly (12" Vinyl, Etage Noir Recordings)
- 2007: Jet Set EP (12" Vinyl, Etage Noir Special)
- 2007: Sugar (12" Vinyl, Etage Noir Recordings)
- 2008: The Flame Of Fame (12" Vinyl, Etage Noir Recordings)
- 2008: Libella Swing (12" Vinyl, Etage Noir Recordings)
- 2009: Coco EP (12" Vinyl, Etage Noir Recordings)
- 2010: The Phantom EP (12" Vinyl, Etage Noir Recordings)
- 2010: The Paris Swingbox EP (Etage Noir Recordings)
- 2011: La Fête EP (12" Vinyl, Etage Noir Recordings)
- 2012: Jimmy's Gang EP (Etage Noir Recordings)

### Singly
- 2000: „Synthetica/Stompin' Ground“ (12" Vinyl, Bushido Recordings, as Marcus Füreder)
- 2001: „Guerrilla“ (12" Vinyl, Bushido Recordings, as Marcus Füreder)
- 2004: „Get Up On Your Feet“ (12" Vinyl, Sunshine Enterprises)
- 2005: „Faith“ (Maxi-CD, Etage Noir Recordings)
- 2007: „Rock For / Love“ (12" Vinyl, Etage Noir Recordings)
- 2007: „Shine“ (Maxi-CD, Etage Noir Recordings)

### Videoklipy
- Clap your Hand
- Seven
- Love
- Shine
- Matilda
- Coco
- Let's Roll
- The Phantom
- Jimmy's Gang
- The Mojo Radio Gang
- Beatbuddy Swing ft. TSC – Forsythe
- The Princess